# Opération Apagan
L'opération Apagan est une opération d’évacuation de ressortissants organisée par les forces armées françaises, et notamment l’Armée de l’air et de l’espace, à l’été 2021 à la suite de la prise de Kaboul par les taliban en août 2021. Ces évacuations aériennes au départ de l’aéroport de Kaboul ont duré du 15 au 27 août 2021.

## Étymologie
Selon Philippe Susnjara interrogé le 29 septembre 2021 à l'Assemblée nationale au sujet de l'étymologie du nom donné à l'opération, « Apagan » serait le nom d'une race de cheval afghan[réf. à confirmer].
Ainsi que l'indique lors de la même séance Thomas Gassilloud, président de la commission de la Défense nationale et des Forces armées, le terme espagnol apagan caractérise à la fin d'un acte théâtral, le moment où les lumières s'éteignent (apagan). Le titre du film américain Night in New Orleans (en) est traduit en espagnol par Cuando las luces se apagan. Un blackout se traduit en espagnol par apagón.

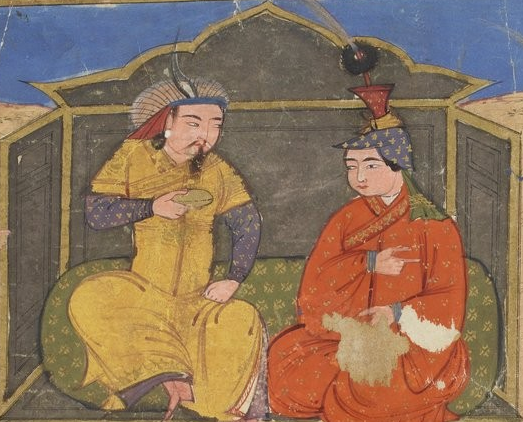
Apagan et l'une de ses Khatans. Miniature persane (vers 1430) Bibliothèque nationale de France, département des Manuscrits, Supplément Persan 1113.

Jules Berger de Xivrey mentionne en 1863 la présence dans la notice d'un manuscrit grec du XIIIe siècle d'un extrait de texte en latin : 
« Elchani Alahu, imperator Tartarorum , cujus filius Elchani Apagan qui duxit filiam Michailis, baptizatus est et multi alii. »
 qu'il traduit ainsi : 

« Le khan Alahu, empereur des Tartares, dont le fils, le khan Apagan, qui épousa une fille de Michel, fut baptisé avec beaucoup d'autres personnes. »

 Il s'agit d'un texte relatif à une ambassade envoyée par Michel VIII Paléologue à Louis XI en 1269 pour lui proposer la réunion des deux Églises. Le texte cite Houlagou Khan (fils de Tolui et petit-fils de Gengis Khan), et son fils Abaqa, dont le nom est ici écrit « Apagan » tant en latin qu'en français, époux de Marie Paléologue, fille de l'empereur byzantin. Les Ilkhanides sont au XIIIe siècle à la tête de l'Ilkhanat de Perse, notamment au Khorassan.
Selon Pline l'Ancien, « Aspaganes » (aspagani, orum, m. pl.) serait, au Ier siècle, le nom d'un peuple de l'Inde.

## Contexte
À la suite du retrait des troupes américaines et de l'offensive généralisée des talibans à partir du 1er mai 2021, la majeure partie du pays puis la capitale Kaboul sont capturés par les forces talibanes. De nombreux gouvernements occidentaux lancent alors en urgence l'évacuation de leurs personnels diplomatiques et de leurs ressortissants[réf. souhaitée]. 

## Déroulement de l'opération
Dans le cadre de l'opération Apagan, un double pont aérien a été mis en place afin d'assurer la liaison entre Kaboul et Abou Dabi ainsi qu'entre Abou Dabi et Paris[réf. souhaitée].
Trois types d'avions-cargos militaires ont effectué des aller-retours entre la base aérienne Al Dhafra aux Émirats arabes unis et l’aéroport de Kaboul : il s’agit d’Airbus A400M, de Lockheed C-130J Super Hercules et de Lockheed C-130H. Le niveau de menace a été jugé suffisant pour que l’A400M fasse usage de leurres antimissiles, plusieurs jours avant l'attentat de l'aéroport de Kaboul. Vingt-six vols tactiques ont ainsi été réalisés par ces appareils.
Le transport entre la base des forces françaises aux Émirats arabes unis et la France a ensuite été assuré par un Airbus A310 MRTT puis par des Airbus A330 MRTT. Seize vols stratégiques ont ainsi eu lieu entre Abou Dhabi et Paris[réf. souhaitée].
Les opérations se sont effectuées dans le cadre global de l'évacuation des ressortissants étrangers menée par de nombreuses nations, en particulier occidentales, parallèlement à l'opération Allies Refuge des États-Unis. Du personnel militaire français a également participé au support des personnes évacuées à la base militaire d'Al-Udeid au Qatar.
Ces évacuations aériennes au départ de l’aéroport de Kaboul ont duré du 15 au 27 août 2021,.

## Forces engagées

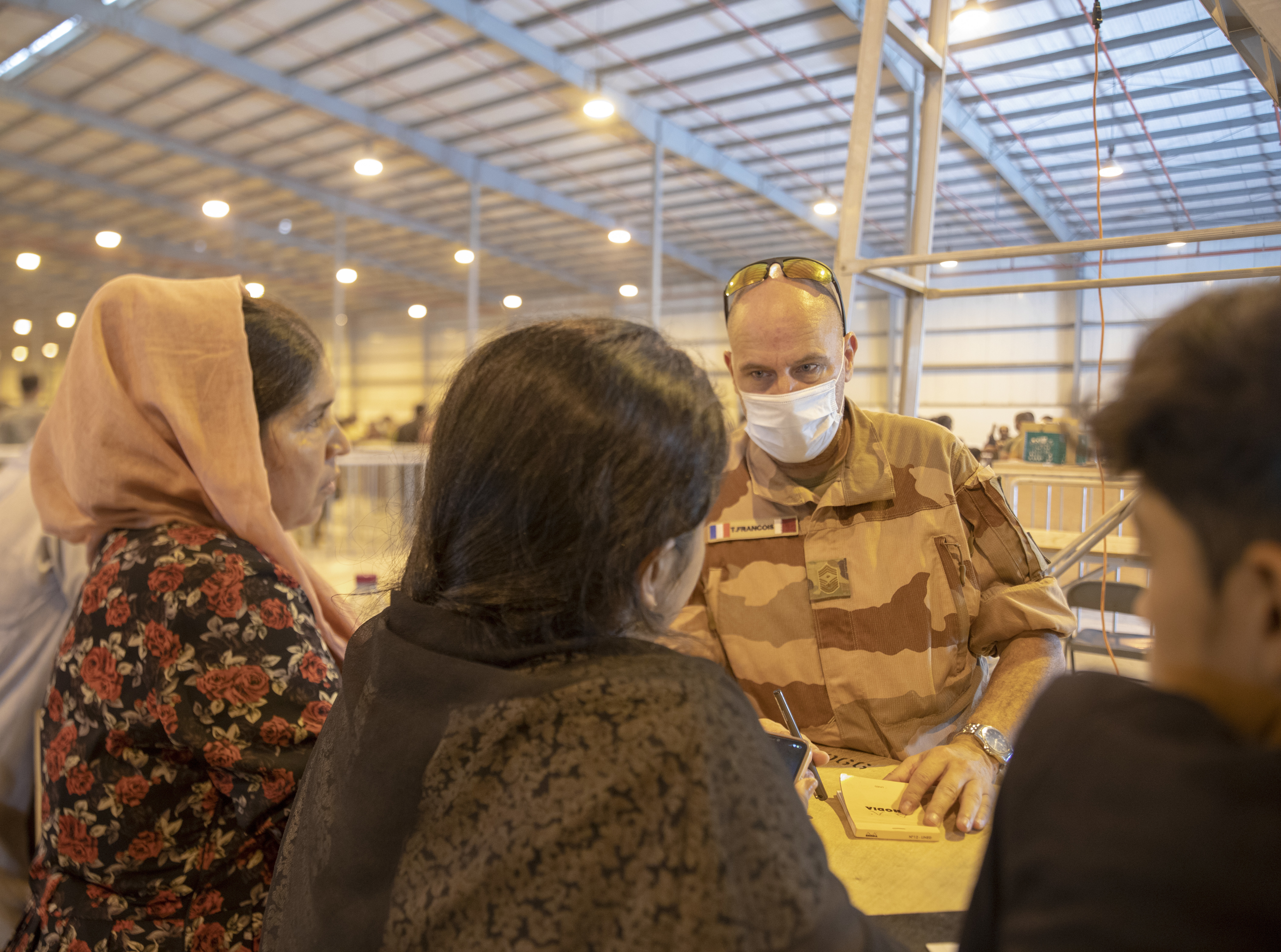
Un adjudant-chef de l'Armée de l'Air parle à des réfugiés à la base d'Al-Udeif, le 25 août 2021.

La protection de l'ambassade de France à Kaboul et de l'ensemble du personnel diplomatique a été assurée par les policiers de la direction de la coopération internationale de sécurité et du RAID. Ils ont aussi activement participé à la sécurisation des convois qui ont relié l'ambassade à l'aéroport et à l'exfiltration de plusieurs centaines de civils.
Trois sous-officiers de la Direction interarmées des réseaux d'infrastructure et des systèmes d'information ont par ailleurs été déployés à l'aéroport international de Kaboul dès les premières rotations pour mettre en place des réseaux de communication sécurisés.
Des militaires du 5e régiment de cuirassiers (section du 16e bataillon de chasseurs à pied) et du commando parachutiste de l'air n°10 ont également été déployés afin d'assurer le filtrage et la sécurisation des réfugiés.
Le 14e régiment d'infanterie et de soutien logistique parachutiste, la Direction du commissariat des forces françaises aux Émirats arabes unis et le détachement du service de l’énergie opérationnelle aux Émirats arabes unis ont assuré la logistique de l'opération.
Enfin, l'opération Apagan aura mobilisée des personnels de l'escadron de transport 3/61 Poitou, de l'escadron de ravitaillement en vol et de transport stratégique 1/31 Bretagne, de l'escadron de transport 3/60 Esterel, de l'escadron de transit d'accueil aérien et de l'escadron de protection de la base aérienne 125 d'Istres pour réaliser les différentes rotations aériennes.
Les opérations d'évacuations sur l'aéroport international de Kaboul ont été couvertes du 21 au 27 août 2021 par une équipe image de l'Établissement de communication et de production audiovisuelle de la Défense. Pendant cette semaine, les trois équipiers ont réalisé des images de toutes les étapes du parcours des ressortissants et réfugiés, depuis leur recueil aux portes de l'aéroport jusqu'aux décollages des avions de transport tactiques[réf. souhaitée].

## Bilan
L’opération a concerné près de 3 000 personnes dont une centaine de civils français qui étaient établis à Kaboul et aux environs (diplomates, coopérants, etc.), 40 ressortissants étrangers et environ 2 600 Afghans. Ces derniers sont principalement des civils qui avaient travaillé pour l’armée française, notamment comme interprètes, et leur famille mais aussi des personnalités comme Mohammad Yousuf Jan Nesar, « l'œil du commandant Massoud ». Le dernier vol du pont aérien a permis le retour en métropole le 29 août 2021 du personnel de l'ambassade de France en Afghanistan ainsi que des militaires et policiers français déployés à Kaboul,. 
Le bilan de l'opération Apagan est qu'elle a permis d'évacuer, entre le 15 et le 29 août 2021, 2 834 personnes dont 142 Français, 62 Européens et 2 630 Afghans. Parmi les Afghans évacués, 47% étaient des femmes.

### Vidéographie
- (fr) [vidéo] Opération APAGAN, Armée de l'Air et de l'Espace
- Robin Verner, « "Kaboul, l'incroyable exfiltration": comment la France a évacué trois Afghans dans ses coffres », sur BFM TV, 15 novembre 2021 « (doc en replay) »